# Nova Crixás
Nova Crixás é um município brasileiro localizado no estado de Goiás. De acordo com o censo de 2022, sua população é de 12.815 habitantes, enquanto a população estimada para 2024 é de 13.095 pessoas. O município ocupa o 5º lugar em extensão territorial no estado de Goiás, com uma área total de 7.308,681 km², sendo o 195º maior município brasileiro em extensão territorial. A área urbanizada é de 5,96 km², o que coloca Nova Crixás como a 1.552ª maior cidade do Brasil em área urbanizada e a 65ª maior cidade de Goiás.
Nova Crixás ocupa a 2.545ª posição no ranking nacional de população, sendo o 78º município mais populoso do estado de Goiás e o 5º mais populoso da microrregião de São Miguel do Araguaia. Além disso, destaca-se como o 12º município brasileiro em rebanho bovino. O municipio foi instalado em 1º de fevereiro de 1982, Nova Crixás possui uma altitude média de 282 metros e densidade demográfica aproximada de 1,75 hab/km².

## História
- Fundação: 1 de fevereiro de 1982 (43 anos)
- Fundação Histórica: 13 de junho de 1971 (53 anos)

### Origem
Nova Crixás teve sua origem no início da década de 1970, quando a família de José Alves Moreira, oriunda de Minas Gerais, adquiriu terras na região onde hoje se localiza o município, com o objetivo inicial de desenvolver atividades agrícolas. A notícia da fertilidade das terras atraiu migrantes interessados em trabalhar nas lavouras. Como forma de apoiar as famílias que chegavam, José Alves decidiu doar parte de suas terras. No entanto, com o tempo, percebeu-se que as condições do solo não eram ideais para o cultivo, levando à migração da atividade econômica para a engorda de gado.
O fluxo migratório foi intensificado pela construção da rodovia GO-164, que abriu novas possibilidades para o transporte e a ocupação das terras destinadas à pecuária. No início de 1971, os trabalhos de abertura da estrada alcançaram as margens do Rio Crixás-Mirim, definindo o trajeto que passaria pela fazenda de José Alves.

#### Governador Leonino Caiado
À época, o governador do estado de Goiás era Leonino Ramos Caiado, figura influente cuja família também possuía presença marcante na região. Em reconhecimento e como forma de captar a simpatia do governador, José Alves batizou o local como "Governador Leonino". Vale destacar que Ronaldo Caiado, primo de Leonino Caiado e governador de Goiás em anos posteriores, é eleitor registrado no município de Nova Crixás.
A fundação histórica ocorreu em 13 de junho de 1971, um domingo ensolarado, com a elevação de um cruzeiro no meio do cerrado e a celebração de uma missa solene. O evento contou com a presença de José Alves Moreira, sua família e cerca de 50 pessoas. A missa foi celebrada pelo padre Alderico Rossoni, Redentorista da Província de Porto Alegre e pároco de Mundo Novo, com o auxílio do diácono Arlindo Welter. Esse momento marcante ocorreu no local onde mais tarde seria construída a primeira igreja católica do município. Registros do evento estão preservados nos arquivos da Paróquia de Mundo Novo e na Prelazia de Rubiataba.
Em 1972, com a posição da rodovia devidamente demarcada, os irmãos Manzanos assumiram um papel decisivo no processo de urbanização da região. Suas contribuições foram fundamentais para o desenvolvimento do povoado e sua posterior elevação à condição de município.

#### Formação Administrativa
Nova Crixás foi criada como município pela Lei Ordinária nº 8.853, de 10 de junho de 1980, que determinou sua separação do município de Crixás. A nova cidade foi formada com dois distritos: Nova Crixás, onde está localizada a sede administrativa, e Bandeirantes, ambos anteriormente pertencentes a Crixás.
Embora a lei tenha sido sancionada em 1980, o município só foi oficialmente instalado em 1º de fevereiro de 1983, data em que a administração local começou a funcionar. Por esse motivo, o aniversário de Nova Crixás é comemorado em 1º de fevereiro.
Na divisão territorial realizada em 1º de julho de 1983, Nova Crixás permaneceu com os dois distritos: Nova Crixás e Bandeirantes.

## Geografia
O território de Nova Crixás faz divisa ao sudeste com o município de Crixás, ao sul com Mozarlândia, ao oeste com o estado de Mato Grosso, sendo o Rio Araguaia o divisor natural, ao nordeste com Mundo Novo e ao noroeste com São Miguel do Araguaia.

### Clima
O clima predominante é quente e seco, com uma estação chuvosa concentrada entre os meses de dezembro e março. As temperaturas podem ultrapassar os 45 °C, especialmente entre agosto e novembro.

#### Precipitação Pluviométrica
Em 2012, a precipitação pluviométrica em 95% do território variou entre 1.000 mm e 1.200 mm ao longo do ano.

#### Altimetria
A altitude no município varia entre 177 metros e 387 metros acima do nível do mar. A sede municipal está localizada a uma altitude média de 282 metros.

#### Solo
O solo predominante no município é o Latossolo, caracterizado por material mineral e alta permeabilidade, sendo o tipo de solo mais comum no Brasil. Na região norte, próxima à divisa com São Miguel do Araguaia, também é encontrado o Plintossolo.

#### Cobertura e Uso da Terra
Grande parte do território é utilizada como pastagem. Há pequenas áreas destinadas a florestas naturais, reflorestamento e cultivo de soja.

### Hidrografia
O município é cortado por diversos rios, que atraem anualmente milhares de pescadores em busca de grandes peixes, movimentando a economia local. Durante a seca, geralmente de junho a setembro, formam-se praias ao longo dos rios, que também atraem turistas em busca de lazer.
Ciente da relevância econômica e ambiental dessas atividades, a prefeitura municipal, em parceria com a Semarh, criou o programa Araguaia Limpo, que realiza a limpeza anual das margens e do leito do Rio Araguaia, recolhendo toneladas de lixo.

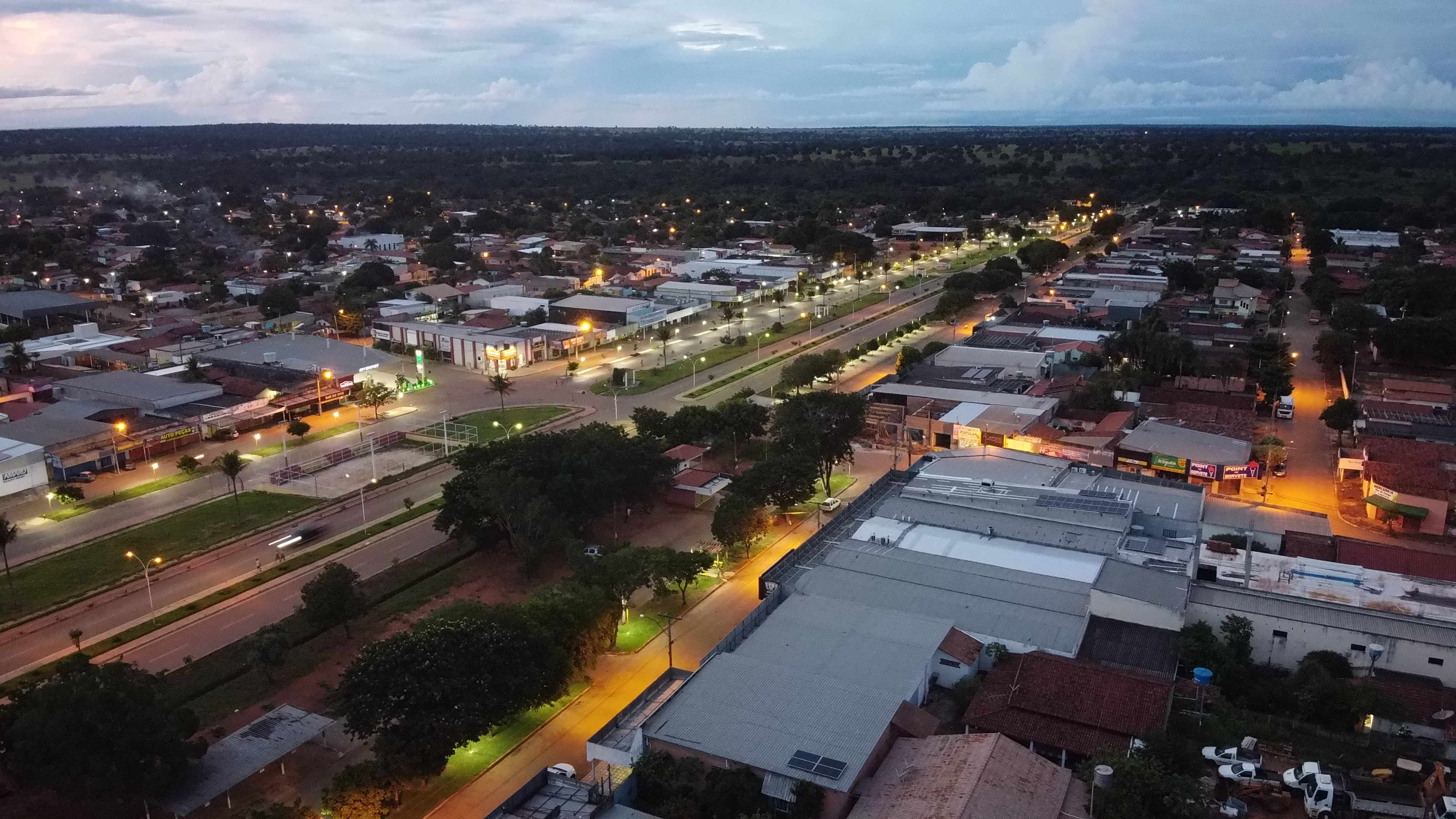
Vista da Cidade de Nova Crixás

Os principais cursos d'água do município são:
Rio Crixás-Mirim (leste)
Rio Crixás-Açu (nordeste)
Rio Araguaia (noroeste)
Rio Tesouras (sul)
Rio Santo Antônio (sudeste)
Rio do Peixe (sudoeste)
Córrego Caxias (centro-norte)
Córrego Leopoldina (centro-oeste)
Córrego São Pedro (sudeste)

## Demografia
Em 2022, a população de Nova Crixás era de 12.815 habitantes, com uma densidade demográfica de 1,75 habitantes por quilômetro quadrado. Esses indicadores colocavam o município em posições modestas tanto em nível estadual quanto nacional:
- População total: 78ª posição entre os 246 municípios de Goiás e 2.545ª posição entre os 5.570 municípios do Brasil.
- Densidade demográfica: 242ª posição no estado e 5.381ª posição no país.

Nova Crixás possui uma taxa média de 107 homens para cada 100 mulheres.

#### População Natural Residente
É a população que reside no município que nasceu. 45% dos habitantes de Nova Crixás nasceram em nosso município.

### IDH-M
O Índice de Desenvolvimento Humano Municipal (IDH-M) de Nova Crixás, calculado com base nos dados do censo de 2010, é 0,643, sendo classificado como médio.
O valor de 0,643 situa Nova Crixás dentro da faixa média, refletindo avanços em algumas áreas, mas também desafios em setores como educação e renda, que impactam diretamente o índice. Apesar de estar acima do limite inferior da classificação média, o município ainda precisa de políticas públicas que melhorem a qualidade de vida, reduzam desigualdades e fortaleçam o acesso a serviços básicos.

## Educação
Em 2023, o Índice de Desenvolvimento da Educação Básica (IDEB) de Nova Crixás apresentou os seguintes resultados:
- Anos iniciais do ensino fundamental: IDEB de 5,6, ocupando a 199ª posição entre os 246 municípios de Goiás.

- Anos finais do ensino fundamental: IDEB de 5,0, situando-se na 188ª posição no estado.[13]

#### Comparação com outras regiões
Em comparação com as médias estadual e nacional, Nova Crixás apresentou resultados inferiores
A média do IDEB em Goiás foi de 6,7 para os anos iniciais e 5,5 para os anos finais.
No Brasil, a média nacional foi de 5,9 para os anos iniciais e 5,1 para os anos finais.

#### Análise
Os dados indicam que Nova Crixás está abaixo das médias estadual e nacional, especialmente nos anos iniciais do ensino fundamental, onde a diferença em relação à média estadual é de 1,1 ponto. Essa posição reflete desafios na qualidade do ensino público no município, possivelmente relacionados à infraestrutura escolar, formação de docentes e implementação de políticas educacionais mais eficazes.
A posição relativamente baixa no ranking estadual, aliada ao desempenho inferior à média nacional, destaca a necessidade de investimentos e estratégias para melhorar os indicadores educacionais de Nova Crixás, promovendo melhores oportunidades para os estudantes do município.

## Registros Civis de Casamentos e Divórcios
No ano de 2022, Nova Crixás registrou 43 casamentos e 41 divórcios, sendo 31 judiciais e 10 extrajudiciais. Os dados indicam uma relação próxima entre o número de casamentos e divórcios no município, com quase um divórcio para cada casamento realizado durante o período.

## Religião
Nova Crixás possui uma diversidade de templos religiosos que atendem a diferentes denominações. De acordo com o Censo de 2010 do IBGE, a religião predominante no município é a Igreja Católica Romana, com 68,50% da população declarando-se católica. As religiões protestantes representam o segundo maior grupo, com 22,85% de adeptos.
Outras religiões presentes no município incluem:
- Católica Apostólica Brasileira: 0,07%
- Espiritismo: 0,37%
- Tradições Esotéricas: 0,05%
- Testemunhas de Jeová: 0,30%

Além disso, 7,74% da população declarou-se sem religião, englobando ateus, agnósticos e aqueles sem filiação específica.
A Lei Municipal nº 722, de 15 de maio de 2008, instituiu o Dia do Evangélico, celebrado anualmente no dia 18 de maio, reforçando a importância da comunidade evangélica no município.

## Distâncias principais capitais
- Distância até Goiânia: 378 Km 
  - Meios de Acesso: Goiânia - Nova Crixás
    - GO-070
      - Goiânia - Goianira - Itauçu - Itaberaí - Cidade de Goiás

    - GO-164
      - Cidade de Goiás - Faina - Araguapaz - Mozarlândia - Nova Crixás
- Distância até Brasília: 455 km
- Distância até Palmas: 557 km
- Distância até São Paulo: 1283 km
- Distância até Rio de Janeiro: 1684 km
- Distância até Belo Horizonte - MG: 1182 km
- Distância até Fortaleza - CE: 2212 km
- Distância até Salvador - BA: 1687 km
- Distância até Curitiba - PR: 1590 km
- Distância até Porto Alegre - RS: 2329 km
- Distância até Buenos Aires - Argentina: 3345 km
- Distância até Assunção - Paraguai: 1908 km
- Distância até Montevidéu - Uruguai: 3123 km

## Distritos e povoados de Nova Crixás
- São José dos Bandeirantes,
- Ribeirão,
- Patos,
- Tiririca,
- Xixá,
- São Mateus,
- Valverde,
- Masisa.

## Bairros de Nova Crixás
A cidade de Nova Crixás possui os seguintes bairros: 
- Cruzeiro
- Santo Antônio
- Água Branca
- Laranjeiras
- Vale do Oeste
- Morada dos Kirirás
- Viúva Taciana
- Industrial
- Cida Amaral
- Aeroporto
- Aeroporto II

## Economia
A economia de Nova Crixás é fortemente baseada na pecuária de corte. O município possui o maior rebanho bovino do estado de Goiás, com um total de 752.833 cabeças de gado, o que o coloca como o 12º maior criador de gado do Brasil. Nova Crixás é responsável por aproximadamente 0,4% do total de 199,7 milhões de cabeças de gado existentes no país.
Em 2021, o PIB per capita do município era de R$ 48.273,70, posicionando Nova Crixás em 57º lugar entre os 246 municípios do estado de Goiás e em 1.024º lugar entre os 5.570 municípios brasileiros.
Em relação ao mercado de trabalho formal, em 2022 havia 2.088 pessoas formalmente ocupadas, representando cerca de 16,3% da população total estimada em 2024 (13.095 pessoas). O salário médio mensal dos trabalhadores formais era de 2,2 salários mínimos.
Por outro lado, o município apresenta uma significativa parcela da população que recebe auxílio do governo. Em 2023, havia 1.362 pessoas cadastradas no programa Bolsa Família, enquanto outras 368 pessoas recebiam o Benefício de Prestação Continuada (BPC). Esses números indicam que cerca de 13,2% da população total de Nova Crixás dependia de algum tipo de assistência social.
A comparação entre os dados do trabalho formal e a assistência social demonstra um contraste: enquanto 16,3% da população está formalmente empregada, cerca de 13,2% depende de programas assistenciais. Esses dados refletem desafios econômicos e sociais que ainda precisam ser enfrentados para promover maior inclusão produtiva no município.
Em 2023, o total de receitas realizadas pelo município foi de R$ 100.281.167,85, enquanto as despesas empenhadas somaram R$ 90.884.837,14. Isso coloca Nova Crixás na 62ª posição entre os municípios de Goiás em receitas e na 68ª posição em despesas. Em comparação nacional, o município ocupa as posições 1.857ª e 1.929ª, respectivamente, entre os 5.570 municípios.

### Veículos
De acordo com dados do IBGE, Nova Crixás possui uma frota total de 6.903 veículos, incluindo automóveis, motocicletas, caminhões, tratores, camionetes... Esse número coloca o município na 83ª posição entre os 246 municípios do estado de Goiás e na 2.104ª posição no ranking nacional, considerando os 5.570 municípios do Brasil.

### Comércio
O comércio é muito forte. Existem inúmeras empresas em diversos ramos. As empresas que mais se destacam são os supermercados, lojas de vestuário, casa de materiais de construção e de ramo alimentício. Empresas que comercializam animais bovinos se destacam de sobremaneira.

## Pecuária e Agricultura

### Pivots Centrais
A área irrigada por pivôs centrais no município esta entre 1.000,01 a 3.000,00 ha.

### Pecuária
Nova Crixás é o maior produtor de gado de corte do estado de Goiás. Possui o total de 752.833 cabeças de gado, o que o coloca como o 12º maior criador de gado de corte do país.

## Política
Os moradores de Nova Crixás demonstram grande interesse e envolvimento em questões políticas, refletindo sua paixão pela vida pública.

#### Prefeitos
Abaixo está a lista de prefeitos que governaram Nova Crixás desde sua instalação como município:
- Bel. Jair Carvalho Feitosa (1983 – 1988)
- Anesio Lourenço Toledo (1989 – 1992)
- Evaldo Emilio Manzano (1993 – 1996)
- Isaias Nascimento (1997 – 2000)
- José Maria Gomes Gontijo (2001 – 2004)
- José Maria Gomes Gontijo (2005 – 2008)
- Paraíba da Farmácia (2009 – 2012)
- Gleiva Ana Gomes (2013 – 2016)
- Ailton José Baretos (2017 – 2020)[24]
- Paraíba da Farmácia (2021 – 2024)
- Rodrigo Tavares (2025 – 2028)[25]

## Prefeitura e Câmara

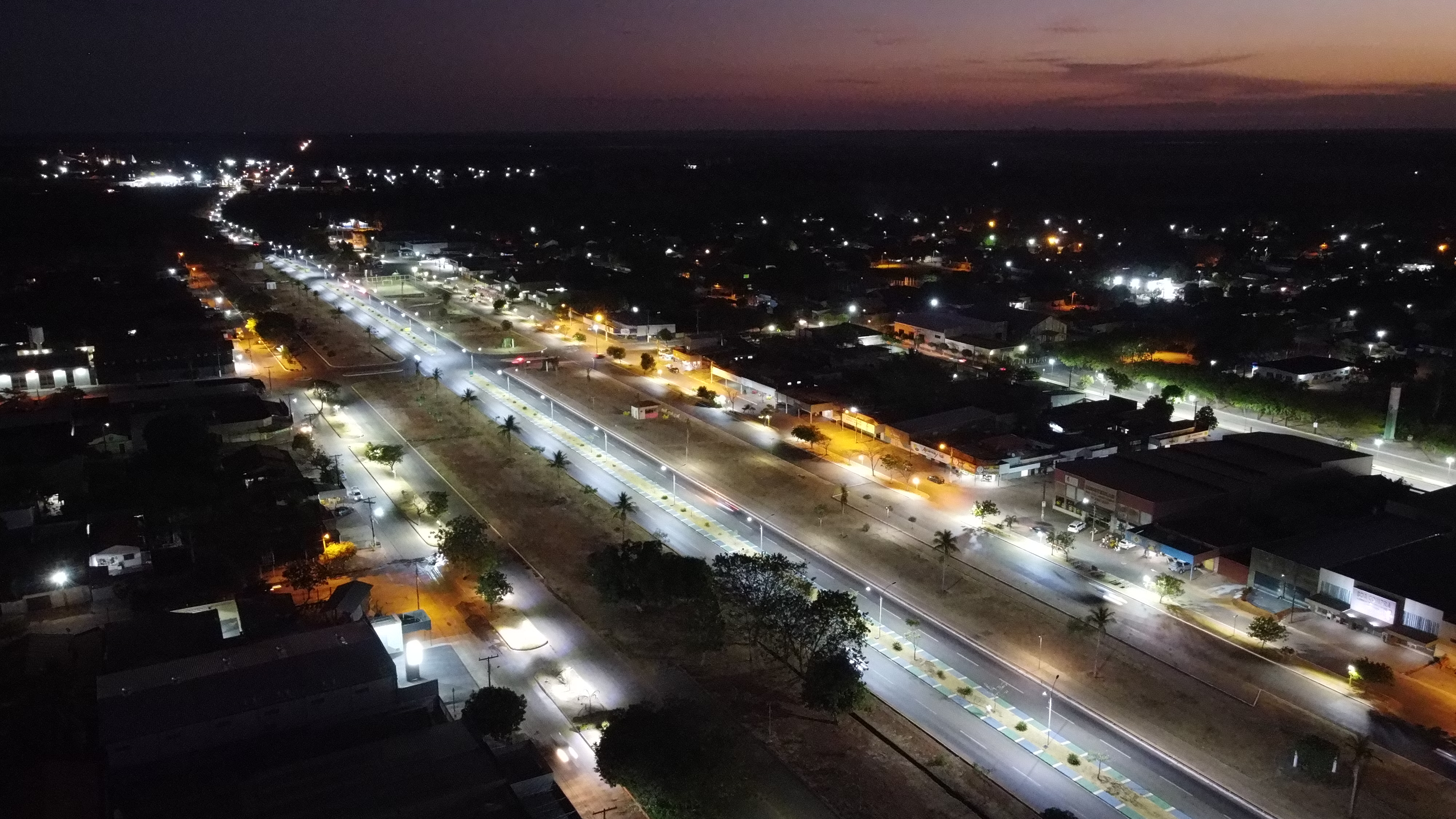

O site da Prefeitura de Nova Crixás pode ser visitado acessando o seguinte endereço: www.novacrixas.go.gov.br
O site da Câmara Municipal de Nova Crixás pode ser visitado acessando o seguinte endereço: www.camaranovacrixas.go.gov.br

## Nova-crixaenses famosos
- Branquinho (Ex-goleiro do Atlético/GO)
- Gil (Atacante do Lee Man (Hong Kong/China) | (Ex-morador. Não é natural de Nova Crixás)[carece de fontes?]
- Cristhyan Noto Souza (Atacante do Atlético/GO)[carece de fontes?]
- Lucas Divino (Peão profissional nos Estados Unidos – 7º lugar no Ranking Mundial)[26]